# قلعه مینووا
قلعه مینووا (به ژاپنی: 箕輪城, Minowa-jō)، یک قلعه ژاپنی در تاکاساکی، گونما در استان گونما در ژاپن است.